# Galgovo
Galgovo is een plaats in de gemeente Samobor in de Kroatische provincie Zagreb. De plaats telt 685 inwoners (2001).